# Venus Victrix
Pour les articles homonymes, voir Vénus Victrix.
Pour plus de détails, voir Fiche technique et Distribution.
Venus Victrix est un film français réalisé par Germaine Dulac, sorti en 1917. 
Écrit par Irène Hillel-Erlanger, ce film est le troisième film de Germaine Dulac, dans lequel transparaît déjà son intérêt pour le mysticisme oriental, lequel devient prédominent dans plusieurs de ses films subséquents. Une inspiration pour ce film a été Ida Rubinstein.
Dulac associe l'orientalisme et l'hindouisme à la libération des femmes.
Ce film n'a pas été conservé.

## Synopsis
Un riche propriétaire de théâtre élabore le plan de quitter sa femme pour une danseuse de style hindou envoûteuse, Djali, jouée par Napierkowska. Bien que le protagoniste soit un homme, le film se concentre sur le développement et la réalisation des personnages féminins.

## Fiche technique
- Titre original : Venus Victrix
- Autre titre : Dans l'ouragan de la vie
- Réalisation : Germaine Dulac
- Scénario : Irène Hillel-Erlanger
- Photographie : Maurice Forster
- Société de production : Productions D.H.[6]
- Société de distribution : Cinématographes Harry
- Pays de production :  France
- Langue : film muet avec les intertitres  en français
- Format : Noir et blanc — 35 mm — 1,33:1 — Muet
- Métrage : 1 510 mètres
- Genre : Film  dramatique
- Durée : 50 minutes et 20 secondes
- Dates de sortie : 
  - France : 28 août 1917[7]

## Distribution
- Stacia Napierkowska : Djali
- Yvonne Villeroy : Régine Frény
- Jacques Volnys : Marquis de San Silvio
- Marcel Verdier : Bernard Belmont